# Hipismo nos Jogos Pan-Americanos de 1959
As competições de hipismo nos Jogos Pan-Americanos de 1959 foram realizadas em Chicago, nos Estados Unidos. Seis eventos concederam medalhas.

## Medalhistas
| Evento                            | Ouro                               | Prata                            | Bronze                  |
| --------------------------------- | ---------------------------------- | -------------------------------- | ----------------------- |
| Saltos individual detalhes        | Hugh Wiley USA Estados Unidos      |                                  |                         |
| Saltos por equipes detalhes       | USA Estados Unidos                 | BRA Brasil                       | CHI Chile               |
| Adestramento individual detalhes  | Patricia Galvin USA Estados Unidos | José Mela CHI Chile              | César Mendoza CHI Chile |
| Adestramento por equipes detalhes | CHI Chile                          | USA Estados Unidos               | VEN Venezuela           |
| CCE individual detalhes           | Michael Page USA Estados Unidos    | Michael Plumb USA Estados Unidos | Norman Elder CAN Canadá |
| CCE por equipes detalhes          | CAN Canadá                         | USA Estados Unidos               |                         |

## Quadro de medalhas
| Ordem | País               | Medalha de ouro | Medalha de prata | Medalha de bronze |    |
| ----- | ------------------ | --------------- | ---------------- | ----------------- | -- |
| 1     | USA Estados Unidos | 4               | 3                |                   | 7  |
| 2     | CHI Chile          | 1               | 1                | 2                 | 4  |
| 3     | CAN Canadá         | 1               |                  | 1                 | 2  |
| 4     | BRA Brasil         |                 | 1                |                   | 1  |
| 4     | VEN Venezuela      |                 |                  | 1                 | 1  |
| TOTAL | TOTAL              | 6               | 5                | 4                 | 15 |

## Ligação externa
- Jogos Pan-Americanos de 1959